# Janice Rankin
Janis Rankin (z domu Watt, ur. 8 lutego 1972 w Inverness) – szkocka curlerka, zdobywczyni złotego medalu na Zimowych Igrzyskach Olimpijskich 2002 w Salt Lake City.
Janice Watt była członkiem drużyny Gillian Barr, która w 1992 roku zdobyła złoty medal na mistrzostwach świata juniorów w Oberstdorfie. W 1994 zdobyła srebro na mistrzostwach świata (skip Christine Cannon), a w 1998 na mistrzostwach Europy.
Jej mężem jest Stephen Rankin, mistrz Szkocji w curlingu z 2002 roku.
Za osiągnięcia sportowe została w 2002 roku uhonorowana Orderem Imperium Brytyjskiego w stopniu kawalera.